# Шталаг 329
Шталаг-329» (нім. Stalag 329) — німецький військовий табір для військовополонених Червоної армії, створений у липні 1941 року. Існував у Вінниці до січня 1944 року, після чого був переформований у радянський табір для німецьких військовополонених.

## Історія
У Вінниці табір для радянських військовополонених був організований у липні 1941 року. Спочатку полонених розмістили на території військового аеродрому, потім у військовому містечку кавалерійської дивізії. Сьогодні більшу частину території займає військова частина А2287. За утриманням полонених спочатку відповідала команда пересильного табору (дулагу) 152, яка підпорядковувалася 444-й охоронній дивізії Вермахту. У жовтні 1941 року лівобережні області України (місто Вінниця у тому числі) перейшли до цивільної адміністрації Райхскомісаріату Україна. Відповідно, табір — в управління до команди стаціонарного табору (шталагу) 329, яка перебувала тут до 1 грудня 1943 року. Далі з відступом німецької армії полонені перейшли у підпорядкування команди Дулагу-201, яка і здійснила евакуацію табору.   
У січні 1944 року Шталаг-329, як адміністративна одиниця, був ліквідований. За свідченнями очевидців, на території концтабору відбувалися масові поховання червоноармійських військовополонених, більшість з яких померли від виснаження, хвороб, холоду, голоду, значна кількість була розстріляна.  
Вінницький табір виконував функцію великого транзитного пункту вивезення полонених червоноармійців на територію Третього Райху. У різний час тут перебували «високопоставлені полонені» генерали Іван Музиченко і Андрій Власов. 

## Робочі команди
Чисельність бранців у Вінницькому таборі у різний час сягала від 10 до 20 тисяч осіб. Відділи і робочі команди табору розташовувалися в Бердичеві, Гайсині, Гнівані, Калинівці та інших населених пунктах. Полонені працювали на гранітному кар'єрі, цукрових заводах, селекційній станції, на споруджені ставки Гітлера «Вервольф». Також радянських військовополонених використовували для будівництва доріг.

## Медичні установи

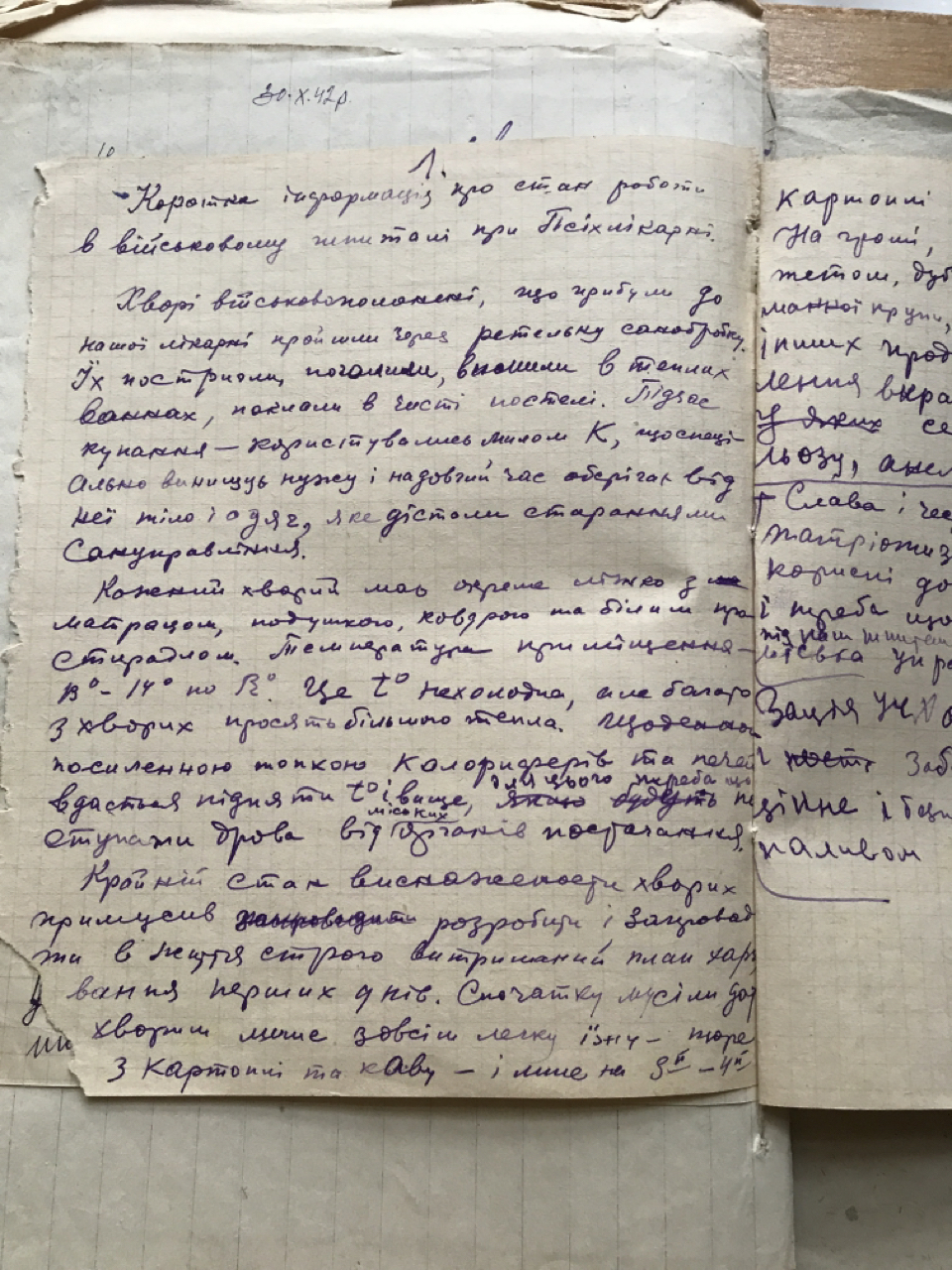
Чернетка інтерв'ю з редакційної статті про умови перебування у Вінницькій психіатричній лікарні з газети «Вінницькі вісті» за 1942 рік

У таборі був шпиталь (ревір) для поранених та хворих полонених. У листопаді 1941 року німецьке військове командування дозволило організувати у місті ще 2 шпиталі, де військовополонені перебували в умовах звичайної лікарні. Один з них розмістили у Вінницькій психіатричній лікарні. 

В чернетці інтерв'ю з редакційної статті про умови перебування у Вінницькій психіатричній лікарні з газети «Вінницькі вісті» за 1942 рік, що зберігається у Державному архіві Вінницької області, зазначалося: 
Хворі військовополонені, що прибули до нашої лікарні пройшли ретельну санобробку. Їх постригли, поголили, вимили в теплих ваннах, поклали в чисті постелі. Кожний полонений має окреме ліжко з матрасом, подушкою, ковдрою і білим простирадлом. Температура приміщення має 13—14 градусів. Це температура нехолодна, але багато полонених просить більше тепла. [...] Крайній стан виснаження хворих примусив розробити і запровадити в життя строго витриманий план харчування з перших днів. Спочатку мусили давати хворим лише зовсім легку їжу.

## Картки військовополонених
На кожного військовополоненого мала заповнювалась спеціальна картка, які зазвичай використовували для реєстрації полонених в таборах на території Німеччини. Після війни більшу частину цих карток вилучили і перевезли до СРСР і лише нещодавно вони стали доступні для істориків.